# (4166) Pontryagin
(4166) Pontryagin ist ein Hauptgürtelasteroid, der am 26. September 1978 von Ljudmyla Schurawlowa vom Krim-Observatorium aus entdeckt wurde.
Der Asteroid wurde nach dem russischen Mathematiker Lew Semjonowitsch Pontrjagin (1908–1988) benannt.